# 宮崎市立高岡中学校
宮崎市立高岡中学校（みやざきしりつ たかおかちゅうがっこう）は、宮崎県宮崎市高岡町にある公立中学校。

## 沿革
- 1974年4月1日 - 高岡中学校 (初代)、穆佐中学校、西高岡中学校を統合し開校。
- 1975年2月8日 - 体育館竣工。
- 1984年4月10日 - 学校給食開始。
- 2006年1月1日 - 宮崎市への編入に伴い宮崎市立高岡中学校に改称。

## 概要
- 生徒数379名
- 学級数13個（通常学級11、特別支援学級2）
- 職員数30名

（2009年4月1日現在）

## 学区
- 宮崎市高岡町全域

## 交通
- 宮崎交通バス「下高岡」停留所より国富方面に900m。

## 行事
穆園合同学習会

10月中旬に「教育の日」と称して、校区内の小学校生と中学校生が郷土芸能や合唱などを中心に行う。出身偉人の高木兼寛にまつわる学習発表なども行われている。

## 生徒会活動・部活動など

### 部活動 体育会系
- 野球部
- 男子卓球部
- 女子卓球部
- 男子ソフトテニス部
- 女子ソフトテニス部
- バレーボール部
- サッカー部
- バスケットボール部
- フェンシング部
- 陸上部
- 柔道部
- 剣道部
- 弓道部
- 水泳部

### 部活動 文化系
- 美術部
- 音楽部

## 著名な関係者

### 出身者
- 松下新平（参議院議員)
- 岩切信一郎 (ミュージシャン)